# Leopoldsbrug
De Leopoldsbrug is een betonnen liggerbrug over de N141 in Kwaadmechelen, een deelgemeente van Ham in de Belgische provincie Limburg. De brug ligt in de E313/A13 bij de afrit 25 Ham en bestaat uit één overspanning.